# 女屋実和子
女屋 実和子（おなや みわこ、1950年6月1日 - ）は、日本の女優。神奈川県大和市出身。

## 来歴・人物
私立富士見丘高校を卒業後、東急百貨店に就職するが、東映ニューフェイス第13期に応募し合格。同期には成瀬正孝、岩本良子がいる。
1970年、『温泉こんにゃく芸者』（中島貞夫監督）の主役に抜擢されてデビュー。その後は、東映京都撮影所脇役女優陣の代表格として中島貞夫監督作品を中心に、ピンキー・バイオレンス作品に数多く参加。『まむしの兄弟』シリーズでは川地民夫の愛人役でレギュラー出演した（その他の出演作品は後述）。

## 出演作品

### 映画
- 温泉こんにゃく芸者（1970年、東映京都） - 珠枝
- 驚異のドキュメント 日本浴湯物語（1971年、東映京都） - 人妻・野々村の母(二役)
- 懲役太郎 まむしの兄弟（1971年、東映京都） - 洋子
- 温泉みみず芸者（1971年、東映京都）） - 桃子
- まむしの兄弟 お礼参り（1971年、東映京都） - 洋子
- 現代やくざ 血桜三兄弟（1971年、東映京都） - 友絵
- 現代ポルノ伝 先天性淫婦（1971年、東映京都） - 綾乃
- 傷だらけの人生 古い奴でござんす（1971年、東映京都） - 菊千代
- 女番長ブルース 牝蜂の挑戦（1972年、東映京都） - 和江
- まむしの兄弟 懲役十三回（1972年、東映京都） - ぽん太
- 日本悪人伝 地獄の道づれ（令嬢風の女）（1972年、東映京都） - 令嬢風の女
- 望郷子守唄（1972年、東映京都）） - 花江
- 徳川セックス禁止令 色情大名（1972年、東映京都）） - 梅乃
- ポルノギャンブル喜劇　大穴中穴へその穴（1972年、東映京都） - ミチ
- 昭和おんな博徒（1972年、東映京都） - みどり
- 木枯し紋次郎（1972年、東映京都） - クス
- 温泉スッポン芸者（1972年、東映京都） - 鶴丸
- 女番長ゲリラ（1972年、東映京都） - 辰美
- まむしの兄弟 傷害恐喝十八犯（1972年、東映京都） - 洋子
- 恐怖女子高校 女暴力教室（1972年、東映京都） - 茅島瑕子
- 着流し百人（1972年、東映京都） - お芳
- 緋ぢりめん博徒（1972年、東映京都） - 夏江
- エロ将軍と二十一人の愛妾（お八重の方）（1972年、東映京都） - お八重の方
- 女番長（1973年、東映） - ミネ
- まむしの兄弟 刑務所暮し四年半（1973年、東映京都） - 洋子
- まむしの兄弟 恐喝三億円（1973年、東映京都） - 洋子
- まむしの兄弟 二人合わせて30犯（1974年、東映京都） - 洋子
- 人妻セックス地獄（1974年、東映京都） - 矢代千尋
- 極悪拳法（1974年、東映京都） - ナオミ
- 極道VSまむし（1974年、東映京都） - 洋子
- 怪猫トルコ風呂（1975年、東映東京） - 邦子
- 極道社長（1975年、東映京都） - カオル
- ホステス色暦 相姦関係（1976年、東映京都） - 絹子
- 日本人のへそ（1977年、ATG） - 合唱隊員
- 天使の欲望（1979年、東映東京） - 阿部睦子

### テレビドラマ
- 銭形平次 第298話「女房関白」（1972年、CX / 東映） - お染
- 忍法かげろう斬り 第4話「くノ一の貞操」（1972年、KTV / 東映）
- 隼人が来る 第22話「愛と憎しみと」（1973年、CX / 東映）
- プレイガール（12CH / 東映）
  - 第237話「城下町の風俗巡査」（1973年） - 美江
  - 第253話「女は裸で腕くらべ」（1974年） - 美加
- 白い牙 第21話「裸の値段」（1974年、NTV / 大映テレビ）
- TOKYO DETECTIVE 二人の事件簿 第3話「金色に輝く死の踊り」（1975年、朝日放送 / 大映テレビ）
- 特別機動捜査隊（1976年、NET / 東映）
  - 第743話「火遊びの女」 -  倉本理恵
  - 第771話「新宿海峡」 - 野々宮千尋
- 特捜最前線（ANB / 東映）
  - 第2話「故郷へ愛をこめて」（1977年）
  - 第130話「ニセ札・厄病神を拾った男!」（1979年）
- 熱中時代・刑事編 第11話「金庫破りナンバー・ワン」（1979年、NTV） - メリー
- ザ・スーパーガール　第12話「白い乳房が霊をよぶ」（1979年、12ch / 東映） - カルメン・ローズ

| スタブアイコン | サブスタブ | この項目は、まだ閲覧者の調べものの参照としては役立たない、俳優（男優・女優）に関連した書きかけの項目です。この項目を加筆・訂正などしてくださる協力者を求めています（P:映画/PJ芸能人）。 |